# John Huarte
John Gregory Huarte (6 de Abril de 1944, Anaheim, Califórnia) é ex-jogador de futebol americano, que atuou na posição de quarterback e foi vencedor do troféu Heisman de 1964 (Heisman Trophy).

## Juventude
John Huarte jogou pela University of Notre Dame depois de terminar o segundo grau na Mater Dei High School em Santa Ana, California.  Durante os dois primeiros anos na Notre Dame, ele jogou somente por alguns poucos minutos por partida.  Já como como senior, com o apoio do técnico  Ara Parseghian, ele se tornou quarterback titular, na medida em que os Fighting Irish, como é conhecido o time universitário da Notre Dame, venceu todas as partidas com exceção de uma na temporada de 1964, ano no qual ele foi selecionado para o time dos melhores jogadores universitários dos EUA (All-American) e ficou com o Heisman Trophy daquele ano. Ao final da temporada, John somou 2,062 jardas com somente 205 arremessos, uma média de mais de 10 jardas por tentativa de passe.

## Carreira profissional
John foi selecionado em 1965 pelo New York Jets da AFL (American Football League) e pelo Philadelphia Eagles da NFL (National Football League).  Ele assinou com o Jets mas foi preterido para titular pelo colega novato do Alabama, Joe Namath, o qual terminou a temporada de 1964 ranqueado em décimo primeiro lugar na disputa pelo Heisman. Com isso, o Jets afastou da NFL tanto o ganhador do Heisman quanto a estrela de futebol do Alabama. Antes do início da temporada de 1966, John foi negociado pelo Jets com o Boston Patriots pelo linebacker/Center da Universidade Estadual de Wichita, Jim Waskiewicz. Em seguida, John experimentou alguma ação como quarterback reserva para diversos outros times profissionais entre 1966-1972.  Ele jogou suas duas temporadas finais como profissional como quarterback titular do Memphis Southmen da WFL (World Football League).

## Carreira pós-futebol
John Huarte é membro da The Pigskin Club Of Washington, D.C. Lista de Honra do Intercolegiado Nacional do All-American Football Players, e é, atualmente, o CEO da Arizona Tile, uma das maiores distribuidoras de mármores e granitos nos Estados Unidos da América, com escritórios no Brasil, China, Italia e India. Em 2005, John Huarte foi incluido no Hall da fama universitário, da National Football Foundation.